# 徳星寺 (上尾市)
徳星寺（とくしょうじ）は、埼玉県上尾市にある天台宗の寺院。

## 歴史
弘仁年間（810年 - 824年）、弘法大師空海によって開山された。開山が空海であること、山号が「東高野山」であることからも分かるように、かつては真言宗の寺であった。ところが1563年（永禄6年）に、武蔵国足立郡別所村（現・埼玉県北足立郡伊奈町）の天台宗寺院「法光寺」と宗派を入れ替え、当寺が天台宗に、法光寺が真言宗に転宗した。何故宗派を入れ替えたのかは不明である。

## 文化財
- 徳星寺の大カヤ及び暖帯林（埼玉県指定天然記念物 昭和48年3月9日指定）[4]
- 家康朱印状等古文書（上尾市指定文化財 昭和40年3月1日指定）[5]
- 徳星寺の正徳四年銘庚申塔（上尾市登録文化財 平成19年3月1日登録）[5]

## 交通アクセス
- 路線バス西上尾車庫停留所より徒歩18分。